# Macrobiotus baltatus
Macrobiotus baltatus är en djurart som tillhör fylumet trögkrypare, och som beskrevs av McInnes 1991. Macrobiotus baltatus ingår i släktet Macrobiotus och familjen Macrobiotidae. Inga underarter finns listade i Catalogue of Life.